# A5504T
A5504T（えーごーごーぜろよんてぃー）は、東芝によって開発された、auブランドを展開するKDDI、および沖縄セルラー電話の第三世代携帯電話 (CDMA 1X) 端末製品である。

## 機能
- AV出力
- Bluetooth(ver. 1.1)（CDMA 1X対応端末としては先にも後にも本機が唯一）
- EZ「着うた」
- EZナビウォーク
- EZアプリ (BREW)
- EZムービー(S/M/QVGA)
- 「辞スパ」（データは同梱の16MBminiSDカードに収録）

## 取扱説明書について
この機種では、取扱説明書をCD-ROMにPDFファイルとして収録し、紙の説明書は同梱されていなかった（別途申し込む必要があった）。
省資源化やコストの削減が目的だと思われるが、あまり効果は出なかったのか、それ以降のau向け端末には全ての機種が取扱説明書とCD-ROMの両方を同梱している。

## 沿革
- 2004年1月23日 - 電気通信端末機器審査協会 (JATE)及び技術基準適合証明 (TELEC) を通過。
- 2004年3月1日 - KDDIより発表。
- 2004年4月17日 - 発売開始。